# Niewodniki
Niewodniki (niem. Niewodnik) – wieś w Polsce położona w województwie opolskim, w powiecie opolskim, w gminie Dąbrowa. 
Od 1950 miejscowość należy administracyjnie do województwa opolskiego.
| SIMC    | Nazwa     | Rodzaj     |
| ------- | --------- | ---------- |
| 0493110 | Brzezina  | przysiółek |
| 0493126 | Dobrosław | przysiółek |
| 0493132 | Odrzysko  | przysiółek |

## Nazwa miejscowości
Nazwa miejscowości pochodzi od staropolskiej nazwy niewód i związana jest z rybołówstwem, które się rozwijało w miejscowości. Heinrich Adamy w swoim dziele o nazwach miejscowych na Śląsku wydanym w 1888 roku we Wrocławiu wymienia jako pierwotną zanotowaną nazwę wsi Niewodnik podając jej znaczenie "Fischernetzmacherdorf" - "Wieś wytwórców sieci rybackich" czyli niewodów.
Wieś wzmiankowana po raz pierwszy w łacińskim dokumencie z 1223 roku wydanym przez biskupa wrocławskiego Lorenza gdzie zanotowana została w zlatynizowanej formie „Nevodnici”. W alfabetycznym spisie miejscowości na terenie Śląska wydanym w 1830 roku we Wrocławiu przez Johanna Knie wieś występuje pod nazwą Niewodnik, która w tej samej formie była używana w obu językach - polskim i niemieckim.
W czerwcu 1936 roku w ramach akcji germanizacyjnej przeprowadzanej w całej III Rzeszy przez nazistów zmieniono nazwę miejscowości na nową, całkowicie niemiecką Fischbach/Oberschlesien.

## Historia
Od 1776 r. wieś posiadała własną pieczęć gminną, na której wizerunku przedstawiono  chłopa idącego w prawo z kosą na ramieniu.

### Zabytki

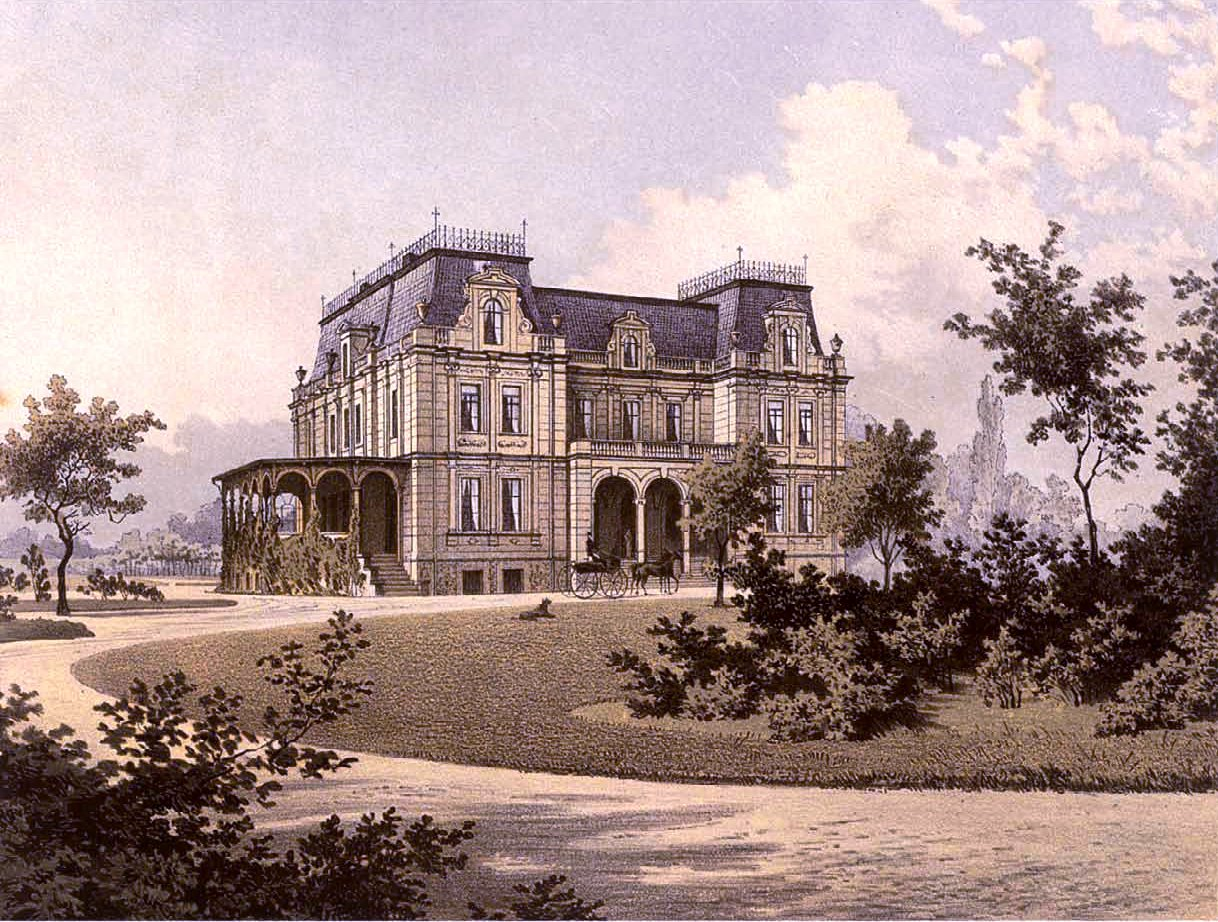
Pałac w Niewodnikiach

Do wojewódzkiego rejestru zabytków wpisany jest:
- zespół pałacowy, z poł. XIX w.:
  - Pałac w Niewodnikach
  - spichlerz
  - park.